# Plagiogonus martensi
Plagiogonus martensi är en skalbaggsart som beskrevs av Zdzisława Stebnicka 1986. Plagiogonus martensi ingår i släktet Plagiogonus och familjen Aphodiidae. Inga underarter finns listade i Catalogue of Life.